# Bárbara Edelpeck
Bárbara Edelpeck (en húngaro: Edelpeck Borbála; ?, Stein, Austria – Klosterneuburg, febrero de 1495) fue una mujer austriaca no noble, amante del rey Matías Corvino de Hungría y madre de Juan Corvino, hijo ilegítimo del monarca húngaro.

## Biografía
En 1470, Bárbara y el rey Matías Corvino de Hungría se conocieron en una cacería junto a Viena. El 2 de abril de 1473 nació un hijo después de que mantuvieran relaciones extramaritales por un tiempo. El pequeño Juan Corvino fue criado en Besztercebánya en una residencia cedida por el rey hasta 1476. Mientras tanto el rey Matías había tomado como esposa a Beatriz de Nápoles en 1475, y al no tener ningún descendiente la pareja real, el monarca húngaro reconoció a Juan Corvino como su hijo verdadero en 1479.
En 1476 Bárbara Edelpeck se casó con un hombre no noble de nombre Federico, y ambos vivieron en el castillo de Enzersdorf comprado por Matías Corvino. Bárbara murió cinco años después del rey húngaro, en 1495, en Klosterneuburg.